# Blake Griffin
Blake Austin Griffin (* 16. března 1989, Oklahoma City, Oklahoma, USA) je profesionální americký basketbalista v současnosti hrající za tým Boston Celtics v basketbalové lize NBA. V roce 2009 byl v draftu NBA vybrán jako celkově první volba. Před sezonou 2009/2010 utrpěl vážné zranění kolene kvůli kterému byl nucen vynechat celý následující ročník. Do NBA tak naskočil až v sezoně 2010/2011 a hned při sém debutu zaznamenal 20 bodů, k tomu přidal 14 doskoků. a poprvé tak prokázal svůj obrovský potenciál. V měsících Listopad, Prosinec a Leden byl pokaždé zvolen nováčkem měsíce v NBA a 20. února 2011 si dokonce zahrál ve slavné NBA All-Star Game a stal se tak jedním z mála hráčů, kterým se naskytla tato příležitost už ve své premiérové sezoně mezi elitou. Mimo jiné se stal prvním hráčem v historii (jako rookie), který se zúčastnil všech 3 dnů all-star game (slam dunk, rookie game, all star game).